# Glansig bokvårvecklare
Glansig bokvårvecklare (Acleris ferrugana) är en fjärilsart som först beskrevs av Michael Denis och Ignaz Schiffermüller 1775.  Glansig bokvårvecklare ingår i släktet Acleris, och familjen vecklare. Arten är reproducerande i Sverige.

## Bildgalleri

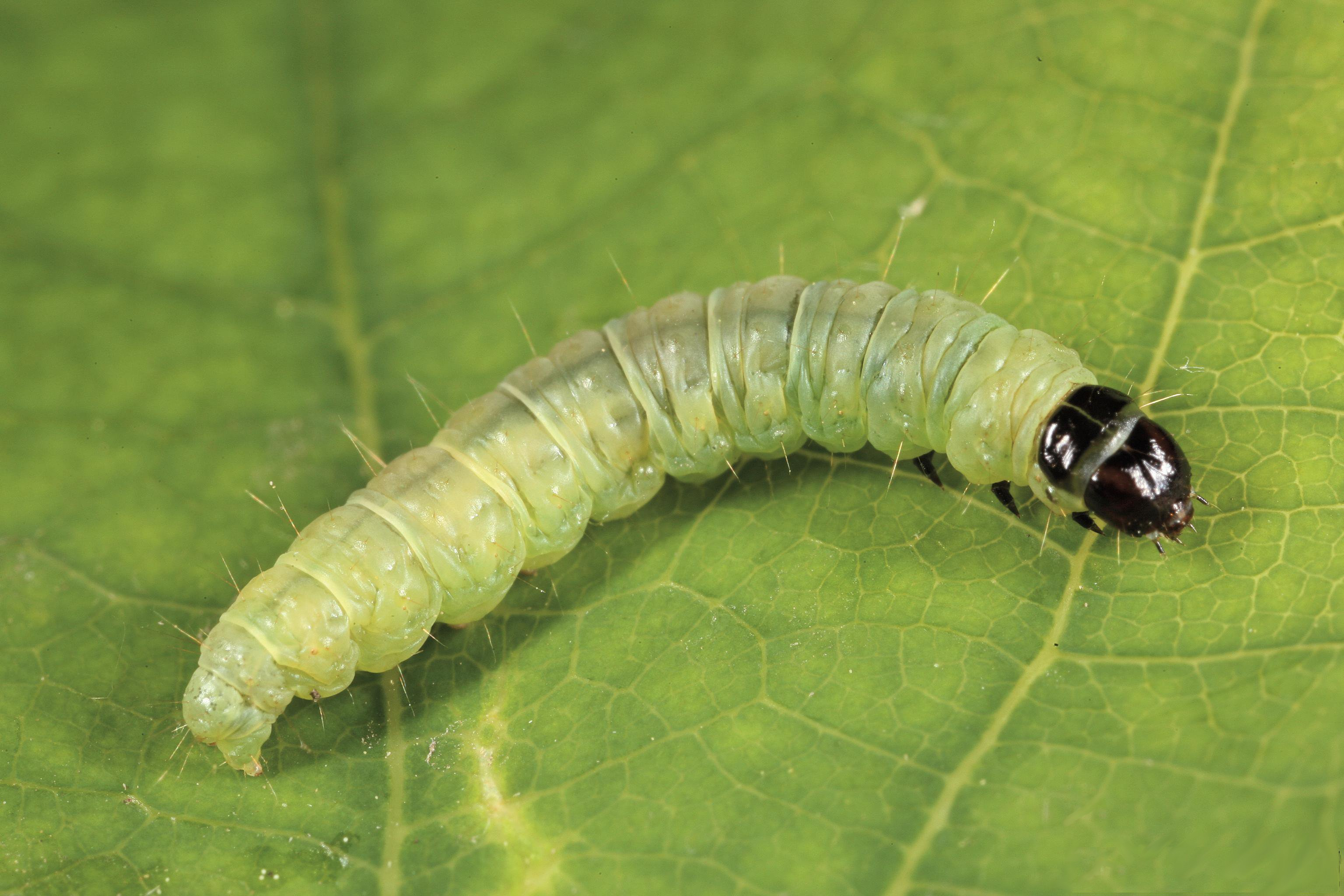
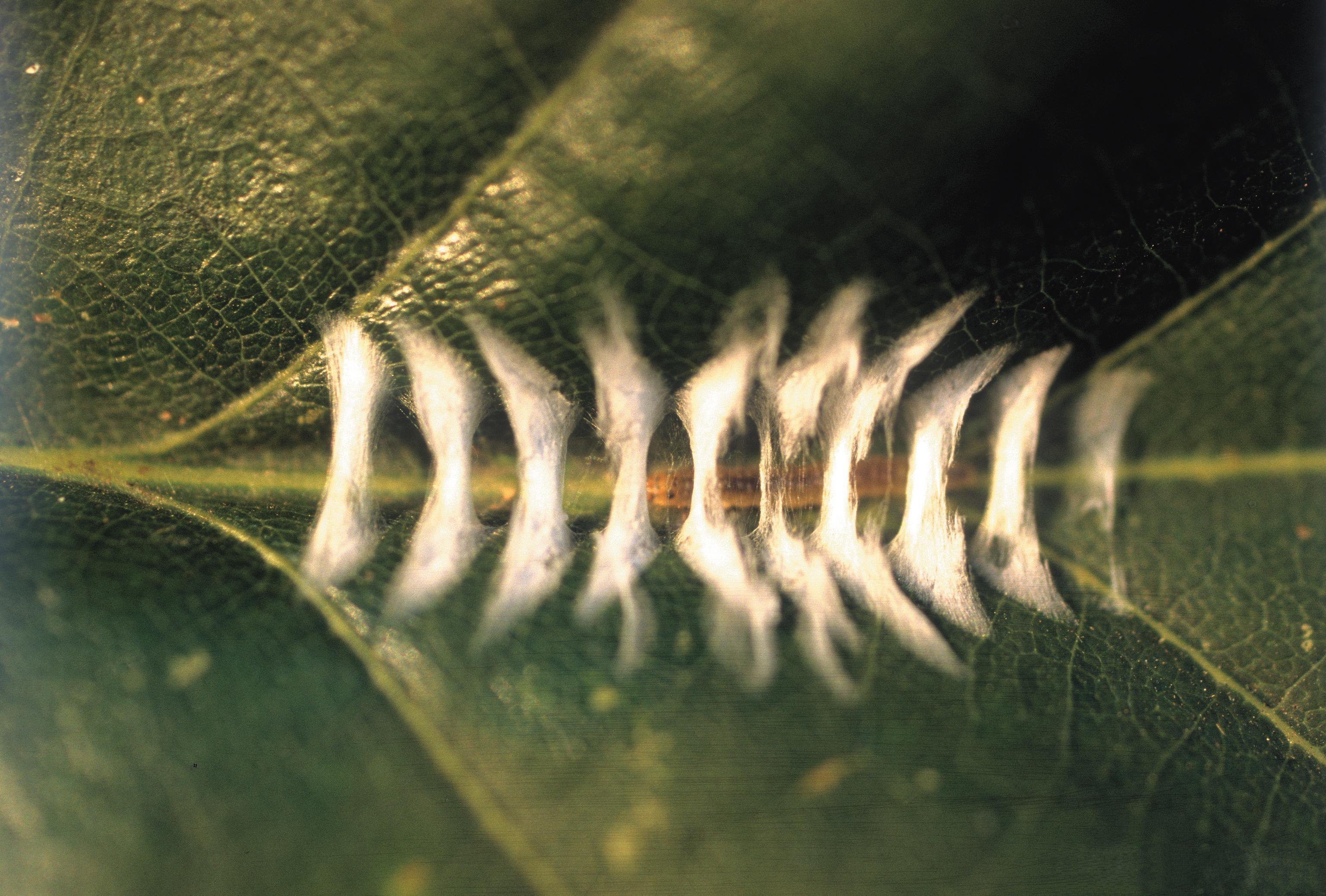